# Pars-lès-Chavanges
Pars-lès-Chavanges är en kommun i departementet Aube i regionen Grand Est (tidigare regionen Champagne-Ardenne) i nordöstra Frankrike. Kommunen ligger  i kantonen Chavanges som ligger i arrondissementet Bar-sur-Aube. År 2022 hade Pars-lès-Chavanges 47 invånare.

## Befolkningsutveckling
Antalet invånare i kommunen Pars-lès-Chavanges
Referens: INSEE